# Zhang Zuoxiang
Zhang Zuoxiang, (张作相) (1881~1949), est un membre important de la clique du Fengtian.

## Biographie
Né en 1881 à Jinzhou dans l'ouest du Fengtian (actuel Liaoning), Zhang est un fervent partisan de Zhang Zuolin. Il est commandant du 27e régiment, de la 27e division, et de la force de défense du Fengtian de 1911 à 1916 lorsque Zhang Zuolin prend le contrôle de la province. Il gravit les échelons de la nouvelle armée du Fengtian pour devenir commandant de brigade (1916–1919), commandant par intérim de la 27e division (1919-1920), et commandant de la garnison du Fengtian (1919). De 1920 à 1922, il est membre du gouvernement militaire du Fengtian, dirigé par Zhang Zuolin lui-même. Il reçoit plus tard le commandement important de l'armée de route de l'Est en 192, du 3e détachement, et de l'armée de Zhenwei de 1922 à 1924.
En avril 1924, il est récompensé avec le poste de gouverneur militaire de la province du Jilin qu'il conserve jusqu'en décembre 1928. Il tient aussi la fonction de gouverneur civil de la province en même temps, sauf durant la période de décembre 1924 à juin 1927.
Zhang devient ensuite général et commande de la 4e armée, l'armée de Zhenwei de 1924 à 1925, et l'armée de route des voies ferrées des provinces du Nord-Est de 1925 à 1926. En 1928, il devient commandant de la défense de la frontière Nord-Est, président du gouvernement provincial du Jilin, et supervise la réorganisation de l'armée de Jilin.
En 1931, à la suite de l'invasion japonaise de la Mandchourie, il est forcé de se replier à Jinzhou, où il devient commandant des restes des forces du Fengtian de défense de la frontière du Nord-Est. Après la défaite, il devient membre de la branche de Pékin et de la commission des affaires militaires en 1933. Il est commandant de la 6e armée de route chinoise (2e groupe d'armée de la Chine du Nord) durant la bataille de Rehe.Il se retire après la défaite. En 1936, il est de nouveau nommé membre de la commission des affaires militaires, du conseil politique, et du quartier-général de campagne du Nord-Est mais doit vite démissionné en raison de ses liens avec Zhang Xueliang après l'incident de Xi'an.
Durant la guerre civile chinoise en 1947, Zhang Zuoxiang est rappelé et fait membre du conseil des affaires du gouvernement, du quartier-général de campagne du Nord-Est, et devient plus tard son commandant en 1948. La même année, il devient commandant-en-chef du quartier-général chargé de la suppression des bandits du Nord-Est mais est capturé par l'armée populaire de libération. Il meurt la même année le 7 mai 1949 à Tianjin.